# Фурнье, Вернел
Вернел Энтони Фурнье (англ. Vernel Anthony Fournier, с 1975 года также известный, как Амир Рушдан англ. Amir Rushdan; 30 июля 1928[…], Новый Орлеан, Луизиана — 4 ноября 2000, Джэксон) — американский джазовый ударник. С середины 1950-х до середины 1960-х годов был участником трио Ахмада Джамала.

## Биография
Фурнье родился в Новом Орлеане, штат Луизиана, в креольской семье. Начал играть в возрасте 10 лет на барабанах во время парадов. Учился в Сидни Монтагю в грамматической школе и подготовительной высшей школе Ксавье. Он бросил учёбу в колледже, чтобы присоединиться к большой группе под руководством Кинга Колакса. В 1948 году, после того, как группа Колакса сократился до квинтета, Фурнье переехал в Чикаго, где он играл с такими музыкантами, как Бастер Беннетт, Пол Баскомб и Тедди Уилсон. С 1953 по 1955 годы он играл в качестве барабанщика в клубе «Bee Hive» в группе «Chicago's South Side», где он аккомпанировал многим приглашенным солистам, включая Лестера Янга, Бена Вебстера, Сонни Ститта, Джей Джей Джонсона, Эрла Вашингтона и Стэна Гетца.
С 1953 по 1956 год Фурнье также работал над множеством сессий звукозаписи с Элом Смитом, Редом Холлоуэем, Лефти Бейтсом и другими. В 1957 году он присоединился к трио Ахмада Джамала вместе с басистом Израилем Кросби и играл в группе до 1962 года, появившись в серии записей для лейбла «Chess» . Самая известная из них, «At the Pershing: But Not for Me» (1958), стала одной из самых продаваемых джазовых записей всех времен, оставаясь в джазовых чартах Billboard более двух лет.
После ухода из трио Джамала, Фурнье присоединился к Джорджу Ширингу где играл года, прежде чем ненадолго вернуться к Джамалу в 1965–1966 годах. Затем он долгое время выступал с трио в ресторане, принадлежащем Элайдже Мухаммаду.
В 1975 году Фурнье принял ислам и взял мусульманское имя Амир Рушдан.
Он работал с Нэнси Уилсон, Клиффордом Джорданом, Билли Экстайном и Джо Уильямсом, Джоном Льюисом и Барри Харрисом. Фурнье был сначала также преподавателем игры на барабанах, работая в джазовом культурном театре Барри Харриса, Новой школе музыки колледжа Маннеса.
В 1994 году инсульт лишил его возможности пользоваться ногами и приковал к инвалидному креслу. Хотя после инсульта он не мог профессионально играть на барабанах, он продолжал свою преподавательскую деятельность. В 2000 году он умер от кровоизлияния в мозг в Джексоне, штат Миссисипи.